# Regenboogbuurt (Almere)

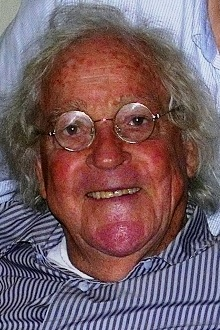
Projectleider Hans Laumanns 2021

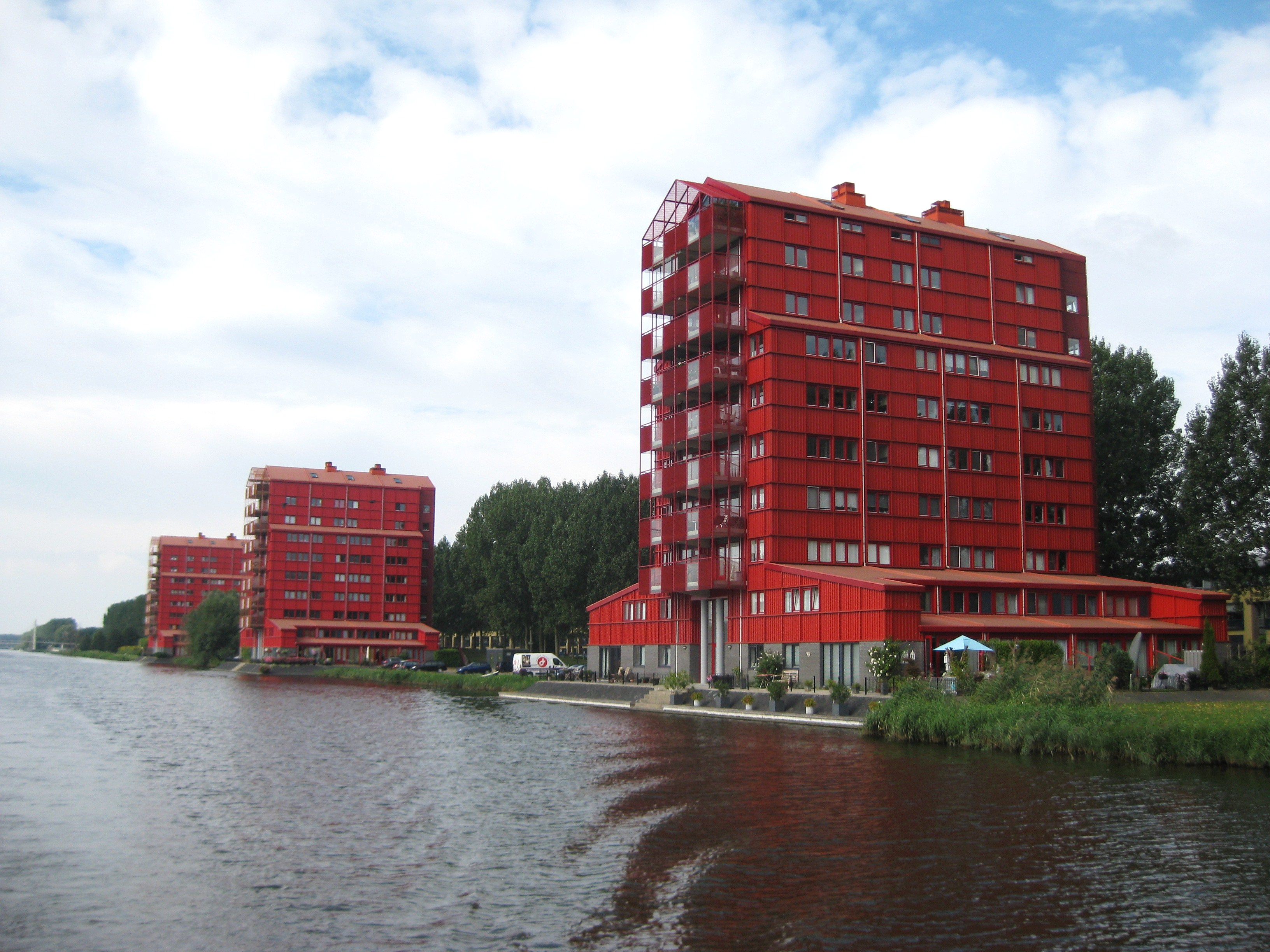
De Rode Donders aan de Lage Vaart

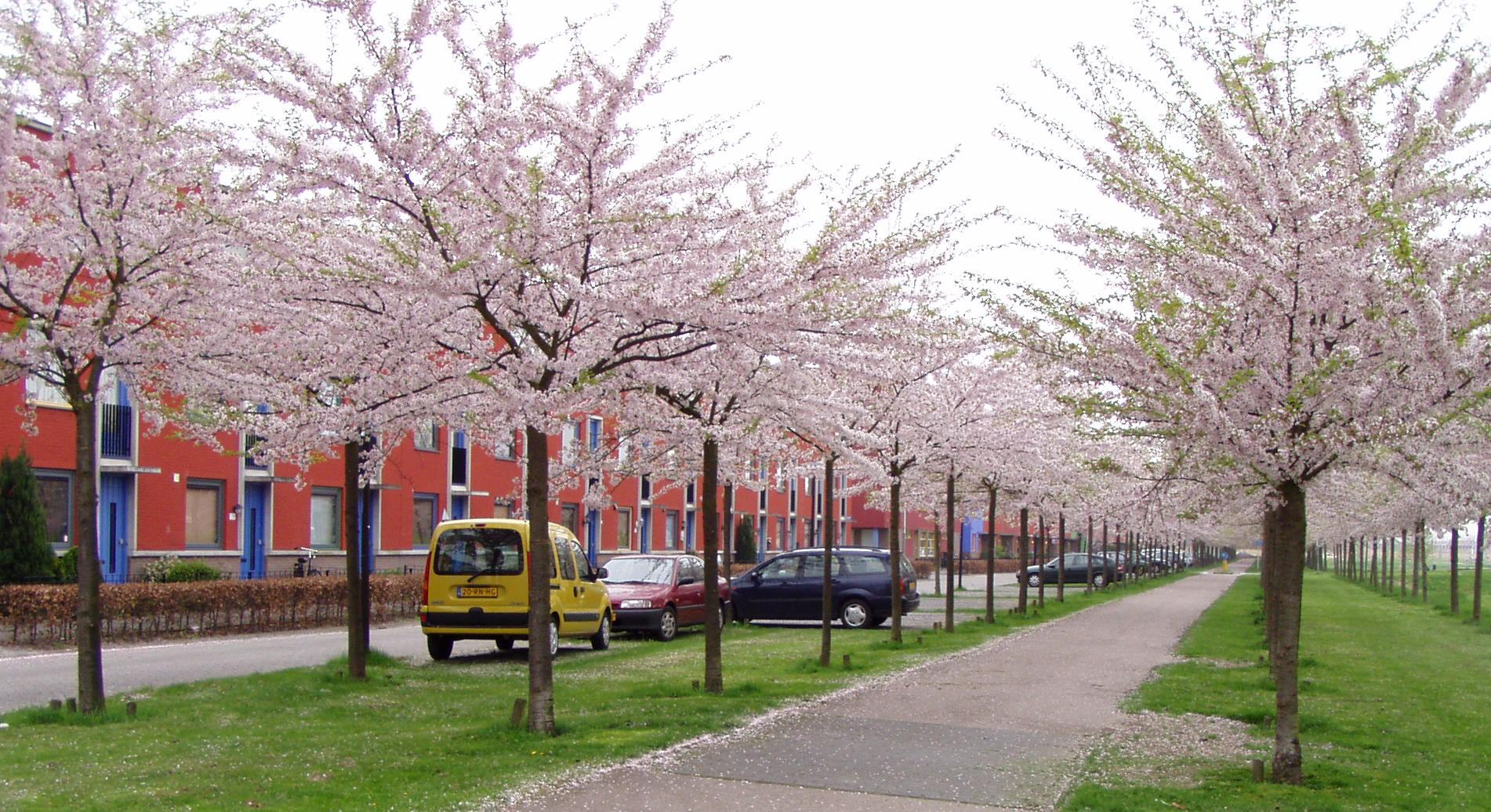
Bomen in de Terracottastraat

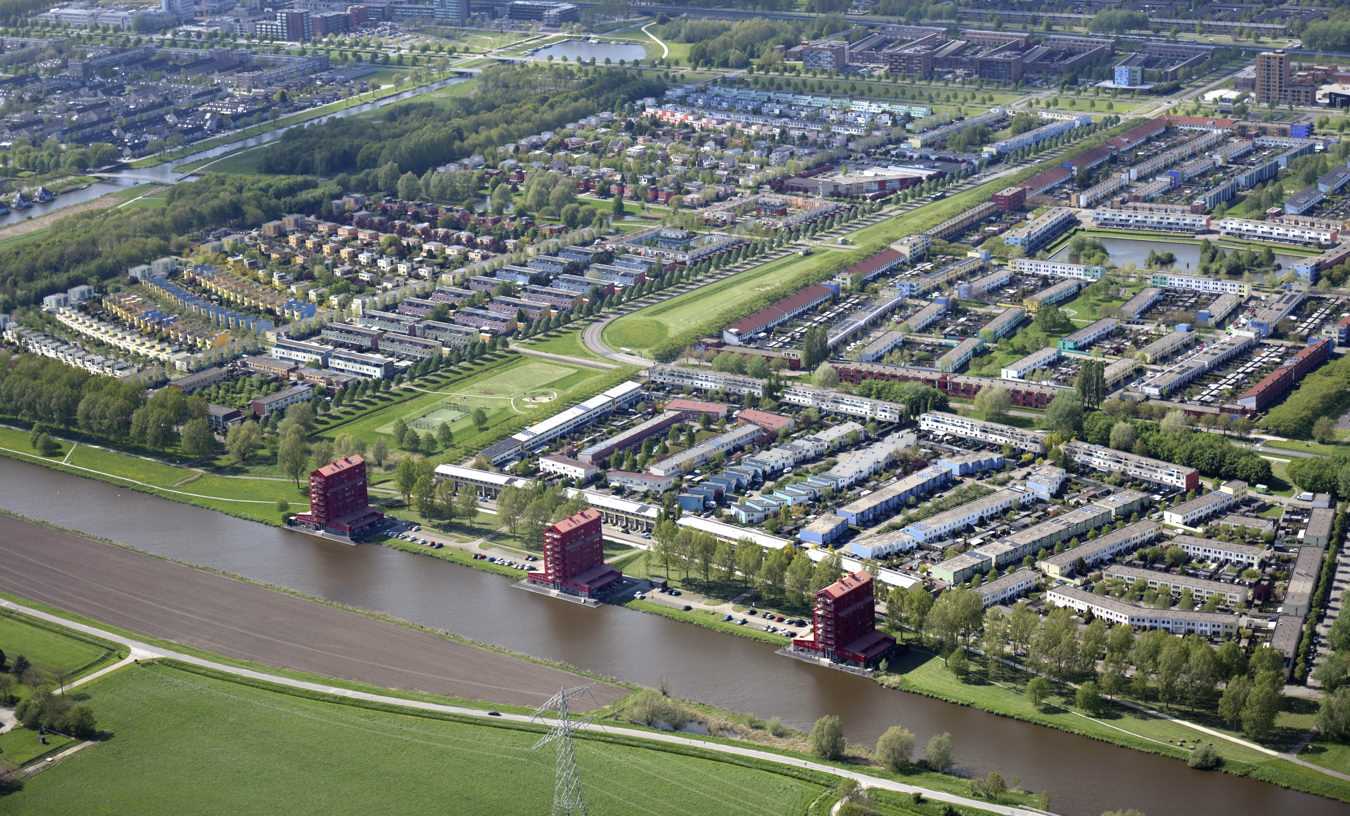
Luchtopname Regenboogbuurt mei 2018

De Regenboogbuurt is een buurt in de Nederlandse stad Almere. De wijk is gelegen in het stadsdeel Almere Buiten en grenst aan Bloemenbuurt, Indischebuurt, de Eilandenbuurt en de Lage Vaart. Het is de kleurrijkste buurt van Almere en van Nederland.
Op 1 januari 2023 telde de wijk 5.240 inwoners, verdeeld over 2.085 woningen, op een oppervlakte van 1,09 km².

## Ontstaan
Gebouwd tussen 1994 en 1998 met ruim 2000 huizen is zij ontwikkeld op initiatief van de gemeente Almere en gepresenteerd op de BouwRai 1994. Projectleider namens de gemeente Almere was de oorspronkelijk uit Rheydt-Odenkirchen in Duitsland afkomstige landschapsarchitect Hans Laumanns.
Basis voor deze themawijk, met als werktitel: Kleurenbuurt, is een zorgvuldig ontworpen kleurenplan. Het is de enige woonwijk ter wereld waar kleur zo essentieel, grootschalig, geregisseerd en gedetailleerd is toegepast. Omdat de werktitel suggereerde dat een onbeperkt aantal kleuren willekeurig gebruikt waren, is de buurt uiteindelijk Regenboogbuurt genoemd; een regenboog heeft immers altijd een beperkt aantal kleuren in een vast patroon. Voornaamste kleuradviseur was beeldend kunstenaar Floor van Dusseldorp.
De Regenboogbuurt is geïnspireerd op de kleurenwijken Onkel Toms Hütte en Hufeisensiedlung Britz van architect Bruno Taut in Berlijn. De buurt is een eerbetoon aan zijn werk. De gelijkenis is het opvallendst bij de huizenblokken van de architecten Jeroen Geurst, Jurriaan van Stigt, Claudia Hoekwater en Margreet Duinker. Een groot deel van dit deel van de buurt is ontwikkeld in nauwe samenwerking met de Almeerse woningcorporaties.

## Beschrijving
Deze wijk kent een gevarieerde architectuur, waarbij kleur leitmotief is, met een aantal opvallende projecten. Architect Sjoerd Soeters tekende voor het project Rhapsody in Blue, waarin is gespeeld met diverse tinten blauw en wit, met op de scheiding daarvan een dunne lijn zwart. Peter Drijver ontwierp de Boomgaardwoningen, een carré waarin een binnentuin met fruitbomen. Liesbeth van der Pol ontwierp het project Klein India; hierin staan twee hoge paleiswoningen, de ene rood, omringd door een carré van eengezinswoningen met zachtrode gevels, de andere blauw, omringd door lichtblauwe façaden. De woningen om de hoven hebben elk een terracottakleurige tandvormige uitbouw; deze manier om de bergingen vorm te geven geeft een unieke, robuuste allure aan wat in wezen eenvoudige rijtjeswoningen zijn.
Kleur was in deze buurt geen bijzaak, maar de opdracht voor de architecten. Dit komt het duidelijkst tot uiting bij de drie Rode Donders, die als bakens vanuit de lucht en vanaf de A6 zichtbaar zijn en als wachters langs de vaart aan het begin van de wijk staan. Deze zijn ontworpen door de latere rijksbouwmeester Liesbeth van der Pol en als laatste project van de Regenboogbuurt in 1998 opgeleverd. Ze zijn geïnspireerd op witte graansilo’s in Frankrijk, maar de gemeente Almere oordeelde dat wit geen kleur was en als zodanig niet geschikt voor deze buurt. Deze gebouwen hebben op de tekentafel diverse kleuren gehad, maar het goedkeuringsstempel van de gemeente volgde pas toen gekozen was voor de huidige kleur: felrood.
Het kleurenplan is ook doorgevoerd in de beplanting. Voorbeelden hiervan zijn de geelbladige bomen die voor de gele Tower Houses staan en de blauwbloeiende vlinderstruiken die op het Indigohof met haar blauwe geschakelde huizen staan. Langs twee lange straten met terracotta als hoofdkleur staan in totaal 850 geënte Japanse kersenbloesembomen. Voor het inrichtingsplan van de openbare ruimte heeft Floor van Dusseldorp samengewerkt met landschapsarchitecten Alle Hosper en Dr. René van der Velde (TU Delft).
Omdat de kleuren gevarieerd en vaak gedurfd zijn, is er gekozen voor eenvoud en eenheid in het straatmeubilair: openbare bankjes en palen voor straatverlichting en verkeersborden zijn mat zwart. De gemeente Almere heeft in totaal twaalf kilometer aan zwartstalen hekwerk laten plaatsen op de erfafscheidingen tussen particuliere grond en openbare ruimte. Zoveel mogelijk laag waar het kon, en hoog waar privacy daarom vroeg en de architectuur het toeliet. In de eerste fase, het noordelijk deel van de wijk, ging het om zeven kilometer. In de tweede fase, het zuidelijke deel, kwam er nog eens vijf kilometer bij.
De straatnamen in de Regenboogbuurt zijn vernoemd naar verschillende kleuren en tinten, bijvoorbeeld Oranjegeelstraat of Aquamarijnstraat. Ook diverse andere kleur- en verfgerelateerde namen komen voor, zoals Sepiastraat, Pigmenthof, Pastelstraat en Paletlaan.

## Openbaar vervoer
Regenboogbuurt wordt doorsneden door een busbaan en heeft daaraan twee bushaltes waar de volgende buslijn stopt:
- Regenboogbuurt Noord  M7
- Regenboogbuurt Zuid  M7

### Metrobus
| Lijn | Lijn      | Route                                  | Via | Opmerkingen                                                |
| ---- | --------- | -------------------------------------- | --- | ---------------------------------------------------------- |
| M7   | Parkmetro | Station Centrum - Station Oostvaarders | Flevoziekenhuis, Filmwijk, Parkwijk, Station Parkwijk, Tussen de Vaarten, Landgoederenbuurt, Faunabuurt, Bloemenbuurt, Station Buiten, Regenboogbuurt, Eilandenbuurt | Rijdt op zaterdag 24 uur per dag op een deel van de route. |